# Rumänische Snooker-Meisterschaft 2010
Die Rumänische Snooker-Meisterschaft 2010 war eine Serie von Snookerturnieren, die zwischen dem 27. Januar 2010 und dem 19. Dezember 2010 in Rumänien stattfanden.
Rumänischer Meister wurde der gebürtige Armenier Babken Melkonyan.

## Modus
Gespielt wurden zehn im K.-o.-System ausgetragene Turniere, bei denen die 16 teilnehmenden Spieler entsprechend ihrer Platzierung Ranglistenpunkte erhielten.
| Platzierung     | Punkte |
| --------------- | ------ |
| Sieger          | 300    |
| Finalist        | 220    |
| Halbfinalist    | 160    |
| Viertelfinalist | 110    |
| Achtelfinalist  | 70     |

## Turnierübersicht
|    | Sieger           | Ergebnis | Finalist         | Halbfinalisten    |        |
| -- | ---------------- | -------- | ---------------- | ----------------- | ------ |
| 1  | Babken Melkonyan | 6:1      | Bogdan Marchis   | Bogdan Ionita     | [ 3 ]  |
| 1  | Babken Melkonyan | 6:1      | Bogdan Marchis   | Daniel Bontea     | [ 3 ]  |
| 2  | Babken Melkonyan | 6:4      | Daniel Bontea    | Bogdan Ionita     | [ 4 ]  |
| 2  | Babken Melkonyan | 6:4      | Daniel Bontea    | Bogdan Marchis    | [ 4 ]  |
| 3  | Babken Melkonyan | 6:2      | Daniel Bontea    | Bogdan Ionita     | [ 5 ]  |
| 3  | Babken Melkonyan | 6:2      | Daniel Bontea    | Mihnea Biciusca   | [ 5 ]  |
| 4  | Babken Melkonyan | 6:4      | Bogdan Marchis   | Bogdan Ionita     | [ 6 ]  |
| 4  | Babken Melkonyan | 6:4      | Bogdan Marchis   | Marcel Bera       | [ 6 ]  |
| 5  | Babken Melkonyan | 4:3      | Daniel Bontea    | Bogdan Cozmaciuc  | [ 7 ]  |
| 5  | Babken Melkonyan | 4:3      | Daniel Bontea    | Bogdan Marchis    | [ 7 ]  |
| 6  | Babken Melkonyan | 6:2      | Bogdan Marchis   | Bogdan Cozmaciuc  | [ 8 ]  |
| 6  | Babken Melkonyan | 6:2      | Bogdan Marchis   | Daniel Bontea     | [ 8 ]  |
| 7  | Bogdan Marchis   | 6:1      | Cornel Dirmina   | Daniel Bontea     | [ 9 ]  |
| 7  | Bogdan Marchis   | 6:1      | Cornel Dirmina   | Mihnea Biciusca   | [ 9 ]  |
| 8  | Babken Melkonyan | 6:5      | Bogdan Marchis   | Razvan Cristian   | [ 10 ] |
| 8  | Babken Melkonyan | 6:5      | Bogdan Marchis   | Daniel Bontea     | [ 10 ] |
| 9  | Mihnea Biciusca  | 6:4      | Denis Cretu      | Valentin Militaru | [ 11 ] |
| 9  | Mihnea Biciusca  | 6:4      | Denis Cretu      | Marius Ancuta     | [ 11 ] |
| 10 | Daniel Bontea    | 6:3      | Babken Melkonyan | Cosmin Constantin | [ 12 ] |
| 10 | Daniel Bontea    | 6:3      | Babken Melkonyan | Mihnea Biciusca   | [ 12 ] |

## Abschlusstabelle
| Platz | Spieler           | Punkte |
| ----- | ----------------- | ------ |
| 1     | Babken Melkonyan  | 2500   |
| 2     | Daniel Bontea     | 1740   |
| 3     | Bogdan Marchis    | 1720   |
| 4     | Mihnea Biciusca   | 1290   |
| 5     | Bogdan Ionita     | 1070   |
| 6     | Marcel Bera       | 990    |
| 7     | Valentin Militaru | 950    |
| 8     | Cornel Dirmina    | 940    |
| 9     | Razvan Cristian   | 890    |
| 10    | Marius Ancuta     | 870    |
| 11    | Cosmin Constantin | 830    |
| 12    | Florentin Ciobanu | 820    |
| 13    | Bogdan Cozmaciuc  | 790    |
| 14    | Mihai Suta        | 740    |
| 15    | Florin Ghimpu     | 710    |
| 16    | Denis Cretu       | 570    |